# Guthabenkarte

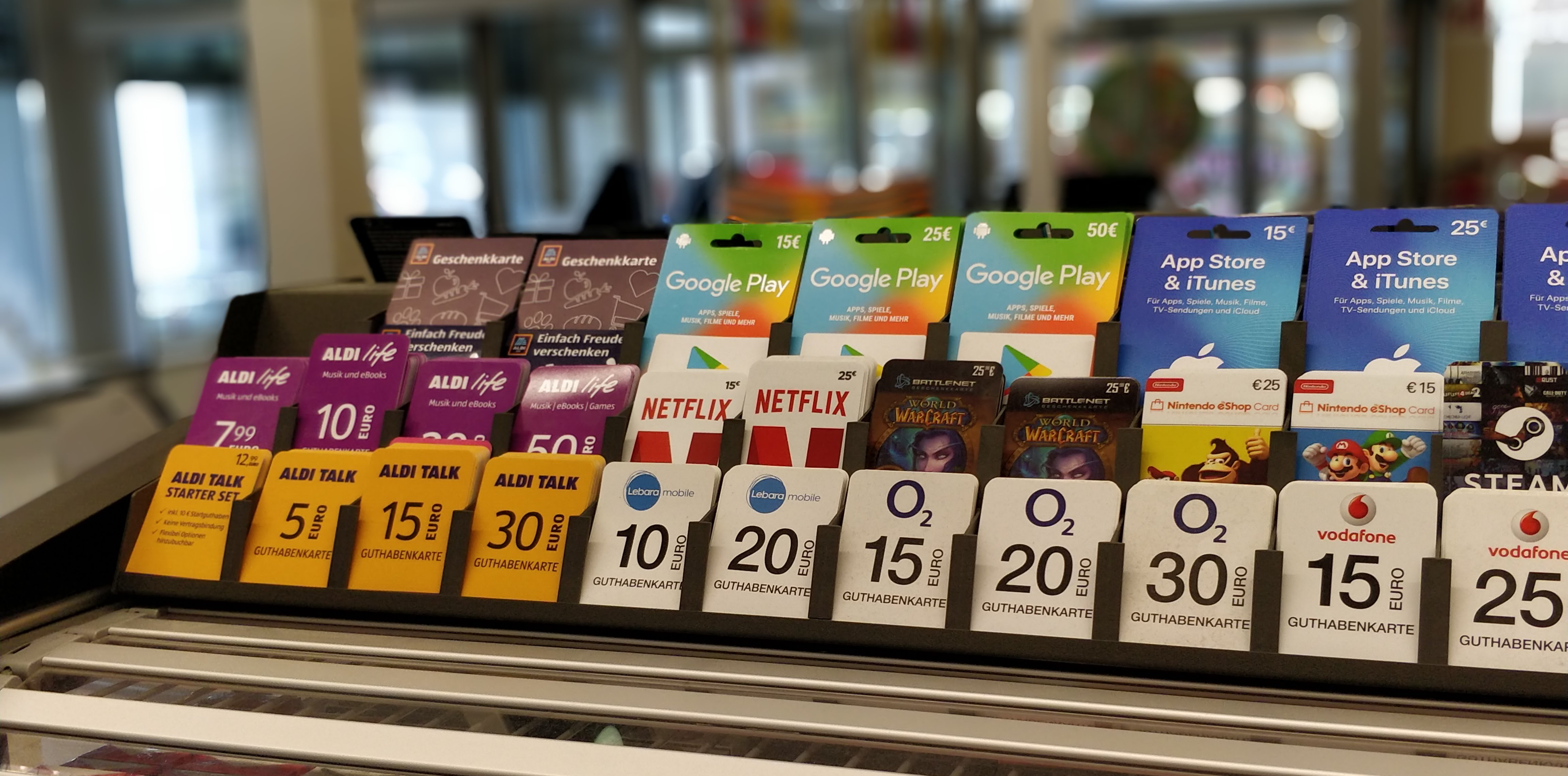
Auswahl an Guthabenkarten in einem deutschen Supermarkt

Die Guthabenkarte (oder Prepaidkarte, englisch prepaid für „vorausbezahlt“; in Österreich auch Wertkarte) ist die Nutzung von Dienstleistungen durch vorausbezahlte Guthaben mittels Zahlungskarten, die insbesondere im Telekommunikationsbereich verbreitet ist.  

## Allgemeines
Die Guthabenkarte ist eine Art der Zahlungskarten, die zur Kartenzahlung eingesetzt werden können und die Bargeldzahlung ersetzen. Die Infrastruktur für Guthabenkarten setzt sich aus dem kartenherausgebenden Unternehmen (Issuer), dem Karteninhaber und dem die Kartenzahlung akzeptierenden Zahlungsempfänger (häufig identisch mit dem Issuer) zusammen. Die Guthabenkarte ist nach Art. 2 Nr. 15 Verordnung (EU) 2015/751 des Europäischen Parlamentes und des Rates vom 29. April 2015 über Interbankenentgelte für kartengebundene Zahlungsvorgänge ein Zahlungsinstrument, auf dem elektronisches Geld gespeichert ist. 

## Karte als Datenträger
Die Zugangsinformationen zur Inanspruchnahme der Dienstleistungen werden in der Regel auf Karten im Format einer EC-Karte (85,60 mm × 53,98 mm) gespeichert, die aus Kunststoff oder Pappe hergestellt werden und ihre Daten in aufgedruckter oder geprägter Schrift, in einem Magnetstreifen oder in einem elektronischen Speicherchip beziehungsweise Prozessor enthalten. Wenn die Karte lediglich als Informationsträger für aufgedruckte Zugangs- und PIN-Codes dient, ist es prinzipiell möglich, sich nach dem Kauf die Ziffernkombinationen der Karte zu merken, die Karte zu vernichten und dann mit der gemerkten Zahlenkombination den Dienst weiterhin zu nutzen.

## Karte als Zahlungsmittel
Die Zugangsinformationen der Karte gewähren dem Besitzer Zugriff auf sein Guthabenkonto, welches namentlich oder anonym beim Kartenherausgeber geführt wird und von dem die fälligen Beträge (z. B. für geführte Telefongespräche oder die Nutzung von Warenverkaufsautomaten) abgebucht werden. Der Wert des verbliebenen Guthabens wird nur bei wenigen Anwendungen direkt auf der Karte gespeichert. Solche sind häufig einfach aufgebaute Systeme für geschlossene Benutzergruppen, wie z. B. Wertkarten für Fotokopierer oder Heißgetränkeautomaten, bei denen das Kartenlesegerät nicht über eine Onlineverbindung zu einer Clearingstelle verfügt und allenfalls offline Sperrlisten von kompromittierten Karten vorgehalten werden. Beim System der Geldkarte wird das Guthaben ebenfalls direkt auf der Karte gespeichert, sämtliche Buchungen werden jedoch über ein Schattenkonto nachgehalten, unter anderem, um nach einer Kartenbeschädigung exakt regulieren zu können. Die Zugangsinformationen berechtigen – unabhängig davon, ob sie in einem Chip abgespeichert oder auf der Karte aufgedruckt sind – den Eigentümer zur Nutzung der Guthabenkarte. Bei Verlust der Karte bzw. der Karteninformation wird nur von wenigen Kartenherausgebern eine Kartensperre und/oder die Stellung von Ersatz angeboten.

## Vertragsverhältnis
Auch wenn Erwerb, Einzahlung und Nutzung anonym erfolgen, der Anbieter die Personendaten des Nutzers also nicht kennt, kommt zwischen dem Kunden und dem Anbieter ein Vertragsverhältnis zustande, bei dem die Karte lediglich als Zahlungsmittel genutzt wird, vergleichbar mit der Nutzung von Briefmarken als Briefporto oder zu entwertenden Fahrscheinen. Insofern ist die Werbung vieler Anbieter mit dem Slogan „ohne Vertrag“ juristisch gesehen falsch. Denn tatsächlich verlangen die Anbieter von Mobilfunk-Prepaidkarten die explizite Anerkennung ihrer AGB und sind durch die Telekommunikations-Überwachungsverordnung (TKÜV) gesetzlich dazu verpflichtet, die Personendaten der Kunden zu speichern. Bestandteil vieler AGB sind Klauseln, die Kunden bei Pflichtverletzung zur Zahlung von hohen Beträgen verpflichten. Ob ein Einzelverbindungsnachweis vom Kunden eingesehen werden kann, ist von den Vertragsbedingungen abhängig. Diesem Kundenbegehren wird meist nur auf Antrag entsprochen und ist gegebenenfalls auch entgeltpflichtig.

## Arten von Guthabenkarten

### Karten zur Nutzung von Telefongesprächsguthaben
- Guthabenkarte (Deutschland), Telefonwertkarte (Österreich) oder Prepaid-Karte (Schweiz) zur Nutzung von GSM-Mobiltelefonen mit Startguthaben und Auflademöglichkeit.
- Calling-Cards: Wertkarten zur Nutzung von (internationalen) Telefonvermittlungen, meist anonym, mit oder ohne die Möglichkeit einer Aufladung; werden auch postpaid angeboten.
- Wertkarten für öffentliche Kartentelefone: Telefonkarte (Deutschland), ÖKaTel (Österreich) bzw. Taxcard (Schweiz); mit Guthaben ohne Auflademöglichkeit.

### Game Time Code
Game Time Codes dienen bei Account-gestützten Computerspielen, etwa MMORPGs, zur Freischaltung von zusätzlicher Spielzeit. Sie fallen unter den Typ der Guthabenkarten mit aufgedrucktem Code.

### Andere Guthabenkarten
- Kreditkarten zum Aufladen;
- Copycards zur Nutzung von Fotokopierern (entweder nicht aufladbar oder aber postpaid);
- Geldkarten als aufladbarer Münzersatz, z. B. an Parkscheinautomaten, Zigarettenautomaten und in immer mehr Parkhäusern;
- Kantinenkarten zur Bezahlung in Betriebskantinen (meist prepaid, teilweise auch postpaid),
- Elektronischer Studentenausweise, wie z. B. die multifunktionale Chipkarte ecUM der Universität Mannheim, die innerhalb des Universitätsgeländes zur Bezahlung von Getränken, Nahrungsmitteln und Büchern (Ausleihe)[2] genutzt werden muss;
- Guthabenkarten zur Nutzung von betrieblichen Warenverkaufs- und Heißgetränkeautomaten (wie z. B. oben bereits erwähnte „Kantinenkarten“)
- Guthabenkarten für Freistempel-/Frankiermaschinen;
- PayCashCards (z. B. paysafecard, ukashcard etc.) zur anonymen Barzahlung von Produkten und Dienstleistungen im Internet
- Geschenkkarten für den Einzelhandel, die die Funktion von Geschenkgutscheinen übernehmen.

## Einzahlung des Guthabens
Für das Aufladen der Karte nach Verbrauch des Startguthabens werden verschiedene Zahlungsmethoden angeboten:
- Wertkarten aus Kunststoff oder laminiertem Karton mit Ziffernkombinationen zum Freikratzen (sog. „Rubbelkarten“);
- Ausdruck von Auflade-Codes an eigenen Kundenterminals nach Zahlung mit Bank-/Sparkassenkarte (DE) bzw. Bankomatkarte (AT) (beides vormals unter „EC-Karte“ bekannt);
- Ausdruck der Auflade-Codes per „bettywin-Online-Voucher-System“ (virtuelle Karte – Ticketausdruck) in Internetcafés, Callshops, Tankstellen oder Kiosken vom Shop-Betreiber direkt an den Kunden durch Barzahlung;
- direkte Aufladung in Tankstellen, Kiosken oder (in DE und AT) in bestimmten Bankfilialen über Geldautomaten (DE)/Bankomaten (AT),
- Banküberweisung an den Anbieter;
- Abbuchung von der Kreditkarte oder dem Bankkonto per schriftlichem Auftrag, via Callcenter, per Telefon bei einem AVR-System mit Spracherkennung oder DTMF-Steuerung oder über das Internet;
- externe Aufladeportale im Internet, die von Drittanbietern betrieben werden.

Viele Mobilfunkanbieter bieten ein regelmäßiges oder ein automatisches Aufladen an, wenn das Guthaben einen bestimmten Mindestbetrag unterschreitet.
Wenn die Nutzung bestimmter Dienste wie z. B. das Telefonieren im Ausland (Roaming) an die Nutzung der automatischen Aufladung per Abbuchungsermächtigung vom Bankkonto gebunden ist, handelt es sich um eine Mischform aus Prepaid- und Postpaidkarte.

## Gründe für die Nutzung von Prepaid-Systemen

### Vorteile
Das Konzept der Guthabenkarte hat für den Anbieter den Vorteil, dass er seine Dienstleistungen zur Verfügung stellen kann, ohne dem Kunden Kredit gewähren zu müssen (siehe Postpaid). Darüber hinaus gewährt der Kunde dem Kartenherausgeber in Form des Guthabens ein zinsloses Darlehen, welches, Gutscheinen ähnlich, bei einigen Anbietern bei Nichtnutzung verfällt. Diese zinslosen Darlehen stellen eine Vorleistung dar, die ein Vorleistungsrisiko bedeuten, das der Kunde zu tragen hat und im Falle der Insolvenz des Kartenausgebers verloren ist.
Als Ersatz für Bargeld ermöglichen die Guthabenkarten z. B. in Kantinen oder Warenverkaufsautomaten dem Anbieter, die Handhabung von Münzgeld einzusparen, somit den Verkauf zu beschleunigen und insbesondere bei Kaufautomaten auf Münzprüfung und Wechselgeldbevorratung zu verzichten.

### Im Mobilfunkbereich
Die Entscheidung eines Kunden für einen Prepaid-Tarif kann mehrere Gründe haben wie z. B., wenn sich der Kunde ein festes Kostenlimit setzen will, der korrekten Abrechnung von Gesprächen bei Mobiltelefonlaufzeitverträgen misstraut, von den häufig günstigeren Tarifen im Vergleich zu herkömmlichen Mobiltelefonlaufzeitverträgen profitieren oder eine übliche Mindestvertragslaufzeit bei Mobiltelefonlaufzeitverträgen umgehen will.
Die „Unkompliziertheit“, die auch Spontankäufe begünstigt, und die Tatsache, dass Prepaidkarten für Kunden ohne eigenes Einkommen oder mit negativen Schufa-Einträgen (Deutschland) bzw. negativen Bonitätsprüfungen (Schweiz) häufig die einzige Möglichkeit zur Mobilfunknutzung darstellen, ermöglicht es Anbietern, für identische Leistungen bei Prepaid-Systemen höhere Preise in Rechnung zu stellen als bei der Rechnungslegung in Laufzeitverträgen.
Der Anbieter kann seine Kosten bei der Verwaltung der Kundenbeziehung durch die Reduzierung auf das von der Telekommunikationsüberwachungsverordnung gesetzlich vorgeschriebene Maß minimieren. In einigen Fällen kann das dazu führen, dass kein Einzelverbindungsnachweis oder keine Rechnung angeboten werden.
Da gemäß § 106 BGB Mobilfunkverträge mit Jugendlichen unter 18 Jahren schwebend unwirksam sind und gezahlte Rechnungsbeträge zurückgefordert werden könnten, wird ein solches Risiko ausgeschlossen, wenn der Jugendliche seine Leistung (die Bezahlung) aus eigenen Mitteln bereits erbracht hat, ist der Vertrag von Anfang an wirksam und eine Rückforderung ausgeschlossen (§ 110 BGB).

## Kreditkarten ohne Bonitätsauskunft
Prepaid-Kreditkarten sind Kaufkarten. Sie sind unter anderem für Personen geeignet, die aufgrund negativer Bonitätseinträge bei Wirtschaftsauskunfteien keine reguläre Kreditkarte bekommen können. Im Gegensatz zu regulären Kreditkartentypen gewähren Guthabenkreditkarten die Vorteile einer Kosten- und Ausgabenkontrolle sowie gesteigerten Schutz vor hohen Krediten durch Fremdeinwirkung (z. B. Diebstahl). Dem gegenüber steht der Nachteil, stets für ausreichend Deckung sorgen zu müssen und damit auch eine oft unnötig hohe Geldbindung in Kauf zu nehmen. Weiterhin sind für die jährliche Kartennutzung meist deutlich höhere Gebühren zu entrichten als bei regulären Kreditkarten.

## Mobilfunk
In der Mobilfunkbranche sind Startpakete mit SIM-Karte und Startguthaben üblich. Teilweise werden auch Bundles mit Mobiltelefon angeboten, wobei die Telefone im Regelfall mit einem SIM-Lock gegen die Nutzung anderer SIM-Karten gesperrt sind. 1989 begann in den Vereinigten Staaten der Provider Metro Mobile die Vermarktung und Realisierung von Prepaid-Tarifen, entsprechende Patente meldete man um 1990 an. Der erste europäische Anbieter, der Prepaid-SIM-Karten anbot, war das Düsseldorfer Unternehmen Walter Siebel Elektronik, welches bereits im April 1996 „Siebel’s Guthabenkarte“ auf den deutschen Markt brachte. Siebel’s Guthabenkarten waren völlig anonym und nicht nur vom Guthaben her, sondern auch von ihrer Laufzeit her begrenzt. Später machte sich die Firma Mannesmann Mobilfunk die Idee von Walter Siebel zu eigen und brachte unter dem eigenen Namen die CallYa-Karte auf den Markt. Seit 2005 verzeichnen Mobilfunk-Discounter in Deutschland bzw. Service Provider in der Schweiz Marktzuwächse, die SIM-Karte und Startguthaben ohne subventioniertes Telefon anbieten.
Da nur die zeitabhängigen Gesprächskosten, aber keine Grundgebühr verrechnet wird, sind die Zeittarife in der Regel höher als bei Verträgen mit nachträglicher Abrechnung. Mit ihren Prepaid-Angeboten bieten die Mobilfunk-Discounter jedoch häufig niedrigere Zeittarife an.
Weltweit waren im Juli 2006 von den etwa 2,3 Milliarden Mobilfunkverträgen 1,5 Milliarden Prepaidverträge. Dabei sind vor allem Afrika mit mehr als 90 % und Südamerika sowie Osteuropa mit je ca. 80 % führend. In Deutschland hatten 2006 37,7 % der Handybesitzer eine Prepaid-Karte, 2012 waren es 41,8 %, zum Ende des Jahres 2016 waren es 46,5 % von insgesamt 128,1 Millionen aktiven SIM-Karten in Deutschland.
Ist das Guthaben verbraucht, ist die Rufnummer trotzdem noch eine gewisse Zeit lang erreichbar (zwischen 2 und 15 Monaten). Wird das Guthaben in diesem Zeitraum nicht erneuert, wird die Karte gesperrt. Es wird hier zwischen Guthabengültigkeit („PhoneTime“ – zwischen 3 und 24 Monaten) und anschließender Erreichbarkeit („MessageTime“) unterschieden.
Die Mobilfunkbetreiber betreiben Guthabensysteme üblicherweise über ein Intelligentes Netz (IN).
Im IN-Netzknoten SCP/SMP werden sowohl die Kartendaten gespeichert als auch die Gesprächskosten berechnet.
Ein Teil der Mobilfunkanbieter bieten Vorauszahlsysteme parallel zu Verträgen mit Anmeldung an, ein anderer Teil vertreibt ausschließlich Prepaid-Karten.

### Deutschland
Kartenangebote der deutschen Mobilfunkanbieter heißen unter anderem: CallYa (Vodafone), O₂ Prepaid (O₂) und MagentaMobil Prepaid (Telekom). Billigangebote, sogenannte No-Frills-Angebote, gibt es direkt im Internet oder bei verschiedenen Handelsketten zu kaufen.

#### Unverfallbarkeit von Guthaben
Nach zwei Urteilen hoher Gerichte dürfen bei den Mobilfunkbetreibern O2 Germany und Vodafone Deutschland die Guthaben nicht mehr verfallen, weder nach Ablauf einer Nachfrist noch nach vorzeitiger Vertragsbeendigung. Darüber hinaus gibt es mittlerweile auch ein Urteil, das eine Gebühr für die Auszahlung von Prepaid-Guthaben verbietet. Unabhängig davon gelten aber die gesetzlichen Verjährungsregeln.

#### Anonymität von Guthabenkarten
Seit 2004 dürfen Anbieter Prepaidkarten erst nach Angabe von Name, Anschrift und Geburtsdatum freischalten (§ 111 Abs. 1 TKG). Die Anbieter waren bis Juli 2017 nicht verpflichtet, die Angaben des Kunden anhand eines Ausweises zu kontrollieren. Auf die Kundendaten der Netzbetreiber haben über 1000 Behörden Online-Zugriff. Pro Jahr finden 6 Mio. Zugriffe statt. Durch eine im Juli 2016 in Kraft getretene Änderung des TKG müssen seit 1. Juli 2017 Telekommunikationsanbieter die angegebenen Kundendaten gesondert verifizieren.
Nachdem entsprechende kommerzielle Angebote abgemahnt wurden, wird im Internet eine nicht-kommerzielle Handykartentauschbörse angeboten.
Eine Verfassungsbeschwerde gegen den deutschen Identifizierungszwang hat das Bundesverfassungsgericht 2012 „angesichts des nicht sehr weit reichenden Informationsgehalts der erfassten Daten“ zurückgewiesen. Die Beschwerdeführer haben gegen diesen Beschluss im Juli 2012 Beschwerde beim Europäischen Gerichtshof für Menschenrechte erhoben, die vom EGMR für zulässig befundene Beschwerde wurde mittlerweile abgewiesen, die Richter sahen die aktuellen rechtlichen Regelungen als rechtmäßig an.

### Österreich
Kartenangebote österreichischer Mobilfunkanbieter sind: B-Free, bob, YESSS! & GeORG (Mobilkom Austria), Nimm3 (früher: 3Reload) (Drei), Klax (Magenta Telekom), Mücke (Tele.ring). Die Mobilfunkgesellschaft eety bietet Guthaben und Karten in Supermärkten (Lidl) an. Seit dem 2. Januar 2015 existiert HoT (HoferTelekom) ausschließlich bei Hofer.
Am 1. Januar 2019 trat auch in Österreich die Registrierungspflicht für Prepaid-Karten in Kraft. Beim Neukauf von Wertkarten müssen sich Kunden seit diesem Stichtag identifizieren. Für bestehende Wertkarten-Kunden gibt es eine Übergangsfrist bis zum 1. September 2019. Um das Angebot (weiterhin) nutzen zu können, muss sich der Nutzer beim Mobilfunkanbieter identifizieren (z. B. mit einem amtlichen Lichtbildausweis), wobei gemäß § 97 Abs. 1a TKG 2003 hierfür der Name, der akademische Grad und das Geburtsdatum zu registrieren sind.

### Schweiz
Auf dem Schweizer Mobilfunkmarkt sind momentan folgende Prepaid-Angebote verfügbar:
Prepaid-Karten der Mobilfunkbetreiber:
- „free“ von Sunrise Communications
- „NATEL® easy“ von Swisscom
- „PrePay“ von Salt Mobile

Prepaid-Karten von Service-Providern:
- „cablecom mobile ready“ von Cablecom
- „CoopMobile“ von Coop (Handelskette)
- „Lebara Mobile“ von Lebara
- „Lycamobile“ von Lycamobile[17]
- „M-Budget Mobile“ von Migros (Handelskette)
- „mobilezone light“ von Mobilezone
- „OK.-“ von Valora AG[18]
- „Aldi Suisse Mobile“ von Aldi Suisse (Handelskette)
- „TalkTalk Standard“ von The Phone House
- „yallo“ von Sunrise Communications

Registrierungspflicht:

Wer in der Schweiz eine SIM-Karte erwirbt, muss sich für deren Aktivierung registrieren. Für diese Registrierung bedarf es eines Ausweises, der, wenn nicht in der Schweiz ausgestellt, für den Grenzübertritt in die Schweiz zulässig ist. Die Registrierungspflicht wurde 2004 eingeführt.